# Sévaz
Sévaz is een gemeente in het district Broye van het kanton Fribourg in Zwitserland.

## Geografie
Sévaz ligt in de exclave Estavayer van kanton Fribourg in kanton Vaud. De buurgemeenten in kanton Fribourg zijn Montbrelloz, Estavayer-le-Lac, Les Montets en Bussy. De oppervlakte van de gemeente bedraagt 2.46 km².
- Hoogste punt: 500 m
- Laagste punt: 462 m

## Bevolking
De gemeente heeft 172 inwoners (2003). De meerderheid in Sévaz is Franstalig (90%, 2000) en Rooms-Katholiek (77%).

## Economie
12% van de werkzame bevolking werkt in de primaire sector (landbouw en veeteelt), 31% in de secundaire sector (industrie), 57% in de tertiaire sector (dienstverlening).